# Álvar García de Albornoz
Álvar García de Albornoz el Viejo (Carrascosa del Campo, ¿?-1374) fue el V señor de Albornoz, de Torralba, Utiel, Beteta y Moya. Su padre fue Garci Álvarez de Albornoz, IV señor de Albornoz, Cañizares, Aldehuela, Uña, Mezquitas, Valdemeca, Valera y El Hoyo de Cuenca e hijo de Álvar Fernández de Albornoz, III señor de Albornoz. Su madre fue Teresa de Luna, hija de Gómez de Luna (nieto del infante don Jaime), hermana del arzobispo de Toledo, primado de España, Jimeno Martínez de Luna, del ricohombre de Aragón Pedro de Luna, y de Juan de Luna (padre del Papa Benedicto XIII).

## Historia
Fue enviado como embajador a Francia por Alfonso XI de Castilla para casar a su hijo, el futuro Pedro I con Blanca de Borbón, acompañando a esta hasta Valladolid. Durante la Guerra de los Dos Pedros estuvo en el exilio en Aragón. Desempeñó varios cargos en la corte, entre ellos el de copero mayor de Pedro I y Blanca de Borbón así como el de mayordomo mayor del rey Enrique II a quien había acompañado en la batalla de Nájera y en cuya casa se crio Sancho de Castilla, hermano del rey Enrique II. Se benefició de las mercedes enriqueñas con la donación de Utiel y Moya y en 1371 adquirió para su hijo primogénito las villas del Infantado de Huete a Alfonso de Aragón el Viejo, marqués de Villena. Las villas incorporadas al Infantado de Huete eran Alcocer, Salmerón y Valdeolivas.
Falleció el 18 de septiembre de 1374, reposando sus restos en el panteón de los Albornoz en la Catedral de Cuenca.

## Matrimonio y descendencia

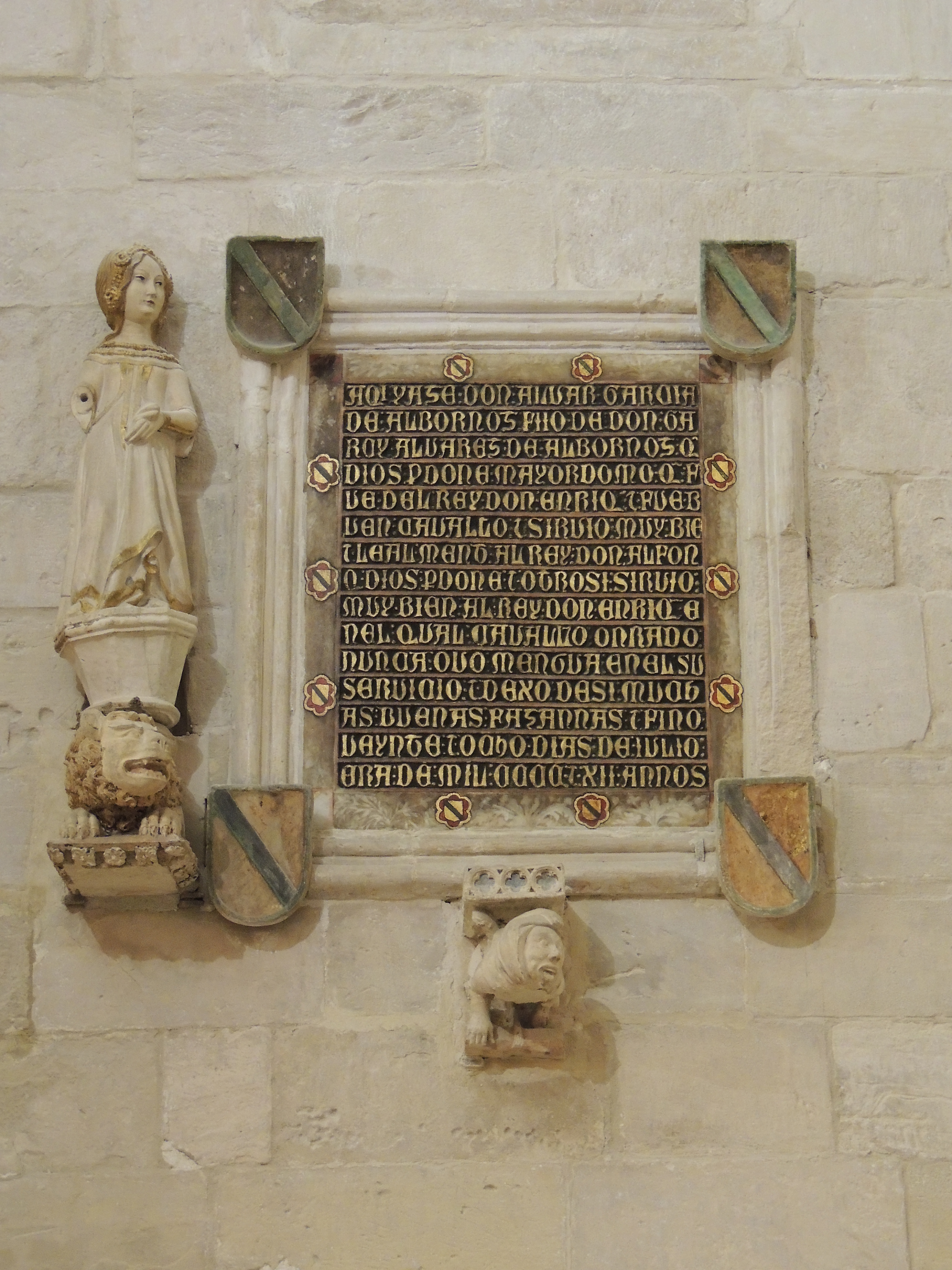
Lápida de Álvar García de Albornoz en la Catedral de Cuenca

Casó con Teresa Rodríguez, hija de Ruy Páez de Sotomayor (justicia mayor de Sancho IV) y de su mujer o, con más posibilidad, de Rodrigo Álvarez de las Asturias (conde de Noreña y Gijón) y de su mujer De su matrimonio con Teresa Rodríguez tendrá a:
- Gómez García de Albornoz, VI señor de Albornoz. Casado con Constanza Manuel, señora del Infantado, hija de Sancho Manuel de Castilla y de su esposa María de Castañeda.[8][9]
- Violante de Albornoz, casada con Ruy Pérez. Sin descendencia.[1]
- Álvar García de Albornoz, apodado «el Mozo» (m. 1385), señor de Beteta, Utiel y Tragacete, casado con Elvira Álvarez y, en segundas nupcias, con María Téllez de Castilla, señora de Castañeda (hija del infante Tello, señor de Vizcaya), de la cual fue primer marido. Fue copero mayor de Enrique II y Juan I de Castilla,[10] al que sirvió en la batalla de Trancoso (1385) contra los portugueses.
- Urraca de Albornoz, señora de Navahermosa, Portilla y Valdejudíos. Casada con Gómez Carrillo, señor de Paredes y Ocentejo, creando así el linaje de los Carrillo de Albornoz.[11]
- María Álvarez de Albornoz, señora de Villoria de Cuenca. Casada con Juan Alfonso de la Cerda y Meneses,[1] I señor de Sardoal, Golegã, Borralha, Punhete, Sobreira Formosa y la mitad de Amêndoa y señor consorte de Villoria de Cuenca, ricohombre de Castilla y Portugal, y mayordomo de Fernando I de Aragón.
- Teresa de Albornoz. Casada con Juan Martínez de Luna III, señor de Gotor, Jubera, Alfaro, Illueca y Cornago, con descendencia,[11] entre los que se encuentra a Pedro de Luna y Albornoz, arzobispo de Toledo (1403-1415), y Álvaro Martínez de Luna, padre del condestable Álvaro de Luna.